# Christian Behrnauer
Christian Behrnauer (* 29. September 1649 in Berzdorf auf dem Eigen; † 21. Mai 1720 in Löbau) war ein deutscher evangelischer Theologe.

## Leben
Christian Behrnauer wurde 1649 als Sohn des Berzdorfer Pfarrers George Behrnauer geboren. Er studierte in Görlitz und Leipzig und trat 1678 am Sonntag Occuli die Pfarrstelle in Berthelsdorf bei Herrnhut an, in der er sechs Jahre lang wirkte.
Im September 1684 wurde Behrnauer Archidiakon in Löbau und war ab 1700 der dortige Pastor primarius. Er verstarb 1720 im Amt. Einige seiner Predigten sind im Druck erschienen.
Sein Sohn Georg Ehrenfried Behrnauer (1682–1740) war Rektor des Bautzner Gymnasiums.